# Битва при Гемауэртгофе
Сражение при Мур-мызе, в западных источниках Битва при Гемауэртгофе (швед. Slaget vid Gemauerthof) — сражение между шведскими войсками под командованием генерала А. Л. Левенгаупта и русскими войсками под командованием генерал-фельдмаршала Б. П. Шереметева в ходе Великой Северной войны. Состоялось 15 (26) июля 1705 года (16 июля по шведскому календарю) у местечка Гемауэртгоф (Мурмыза). Окончилась победой шведских войск.

## Предыстория[2]
В то время как русские успешно воевали против шведов и захватывали Ингерманландию, польско-саксонские войска терпели поражения от Карла XII. Поэтому Пётр I решил направить свои войска в Польшу на помощь Августу II. К июню 1705 года русские войска сосредоточились в северной части Великого княжества Литовского. Карл XII, действующий в Польше и Силезии против саксонцев, оставил для защиты Курляндии и Риги, которая служила ему опорным пунктом, корпус численностью около 8 000 человек под началом генерала А. Л. Левенгаупта, который расположился около Митавы.
На военном совете в Полоцке 15 (26) июня 1705 года было принято решение «лёгкому корпусу» генерал-фельдмаршала Б. П. Шереметева с 9500 человек конницы и 2500 человек пехоты отрезать шведский корпус от Риги, а главным силам у Вильны преградить ему путь в Польшу. Согласно этому плану Шереметев двинулся вниз по Двине и к 11 (22) июля 1705 года расположился на реке Аа в Мезоттене, близ Бауска, а царь Пётр I с главной армией выдвинулся 1 (12) июля из Полоцка и к 15 (26) июля подошёл к Вильне.
Левенгаупт, узнав о приближении русских, занял 15 (26) июля сильную оборонительную позицию близ Гемауэртгофа. В результате личной рекогносцировки он очень точно оценил численность противостоящих ему сил в 10-12 тысяч человек только в регулярных силах, не считая казаков и татар. Его позицию с фронта и левого фланга прикрывала речка, правый фланг упирался в болото, а впереди был лесок. Его позиция была выгодна тактически, учитывая его преимущество в пехоте, но стратегически она была очень опасной, поскольку он был отрезан от Риги, прикрытие которой являлось его главной целью. Шведы построились в две линии. Первая сомкнутым строем, вторая с промежутками — пехота в центре, кавалерия по флангам, артиллерия была распределена по всей линии. Между двумя линиями было несколько батальонов и эскадронов. Тактический план Левенгаупта состоял в том, чтобы выдержать на хорошей позиции атаки более многочисленных россиян и потом неожиданно контратаковать, что и было им с успехом выполнено.

## Шведские полки, участвовавшие в сражении (строевой состав)
Пехота:
- Хельсинкский полк[швед.] (швед. Hälsinge regemente) — 900 чел.
- Уппландский третьеочередной полк (швед. Upplands tremänningsregemente) — 600 чел.
- Смоландский третьеочередной полк (швед. Smålands tremänningsregemente) — 400 чел.
- Нёрке-Вермландский третьеочередной полк (швед. Närke-Värmlands tremänningsregemente) — 200 чел.
- Пехотная помощь, выделенная из состава гарнизона Риги — 1000 чел.
- Всего: 3100 штыков.

Кавалерия:
- Лифляндский дворянский эскадрон (швед. Livländska Adelsfanan) — 200 чел.
- Эстляндский дворянский эскадрон (швед. Estländska Adelsfanan) — численность точно неизвестна, близко к предыдущему полку.
- Абоский и Бьёрнеборгский ленский кавалерийский полк[швед.] (швед. Åbo och Björneborgs läns kavalleriregemente) — 600 чел.
- Нюландский и Тавастгусский ленский кавалерийский полк[швед.] (швед. Nylands och Tavastehus läns kavalleriregemente) — 200 чел.
- Выборгский ленский кавалерийский полк[швед.] (швед. Viborgs läns kavalleriregemente) — 700 чел.
- Уппландский резервный драгунский полк[швед.] (швед. Upplands ståndsdragonregemente) — 800 чел.
- Вербованный драгунский полк фон Шрейтерфельдта (швед. Schreiterfeldts dragonregemente) — 700 чел. Очень сильное подразделение, состоявшее из нанятых лифляндских и эстляндских немцев, в основном профессиональных воинов-ветеранов.
- Скогский драгунский полк (швед. Skogs dragonregemente) — 370 чел.
- Карельский драгунский полк[швед.] (швед. Karelska dragonregementet) — численность точно неизвестна, возможно до 600—800 чел.
- Северосконский кавалерийский полк[швед.] и шведский дворянский эскадрон (швед. Norra skånska kavalleriregementet & Svenska Adelsfanan) — это были сильно потрёпанные подразделения общей силой до 150 чел.
- Эзельский (Сааремский) драгунский эскадрон барона Каульбарса (швед. Öselska dragonskvadron) — 200 чел. Можно отметить, что позже потомки этого аристократического рода на протяжении 200 лет будут верно служить Российской империи, как до этого служили Шведской.
- Валашский полк (швед. Vallackregementet) — 300 чел. Это несколько необычное подразделение, фактически первый лёгкий иррегулярный гусарский полк в шведской армии, набиралось из уроженцев Восточной и Юго-Восточной Европы (в русской армии они именовались «шведскими валахами», хотя румыны если там и были, то в меньшинстве) и использовалось в первую очередь для разведки. Здесь правильнее сказать «Валашский гусарский эскадрон», так как в «Прибалтийской армии» действовал именно эскадрон, а собственно Валашский иррегулярный легкоконный полк в армии Карла XII достигал пиковой численности в 2000 сабель.
- Всего:: более 4220 шпаг.

Артиллерия:
- Артиллерийский полк[швед.] (швед. Artilleriregementet) — 17 орудий[3]

Всего пехоты, драгун и кавалерии: как минимум 7320 чел., вероятнее около 8000 чел.

## Состав корпуса Шереметева[4]
Пехота — бригада генерал-поручика А. А. фон Шембека, вверенная генерал-майору И. И. Чамберсу и посаженная на лошадей:
- пехотный полк Шенбека
- пехотный полк Ланга
- пехотный полк Повишева

Конница (генерал-поручик Г. фон Розен):
Бригада генерал-майора Р. Х. Баура
- драгунский полк Р. Х. Баура
- драгунский полк князя П. Мещерского
- драгунский полк князя Г. С. Волконского

Бригада полковника Ивана Игнатьева
- драгунский полк Ивана Игнатьева
- драгунский полк Г. Сухотина
- драгунский полк князя Б. И. Гагарина

Бригада полковника С. И. Кропотова
- драгунский полк Семёна Кропотова
- драгунский полк Н. Ифлянта
- драгунский полк Василия Григорова

Выборный шквадрон фельдмаршала (подполковник Болдин)

Иррегулярная башкирская конница (250 человек, полковник Андрей Войков) 

Татары (50 человек)

16 орудий

## Ход битвы
Шереметев подошёл к шведской позиции 15 (26) июля в 17:00 и решил немедленно, с одними драгунами, не дожидаясь подхода пехоты и артиллерии, атаковать правый фланг шведов. Несмотря на пересечённую местность, его войска двинулись развёрнутым строем. Левый фланг русских легко продвинулся к речке под прикрытием небольшого леска и едва не окружил выдвинутый для наблюдения кавалерийский отряд из нескольких эскадронов полковника Стакельберга. Левенгаупт, воспользовавшись неудобным для атаки построением русских войск, перешёл в контратаку, не давая им перестроиться. После кратковременной канонады шведская кавалерия правого крыла полковников Горна и Шрейтерфельда сбила русскую конницу и смяла подошедшую русскую пехоту.
В свою очередь, русская конница правого фланга прорвала 1-ю линию, но русская пехота, следующая за ней, понесла серьёзный урон, когда та, в свою очередь, была вынуждена отступить под атакой кавалерии 2-й линии. Однако русским удалось собраться вновь и продолжить атаку. Шведы начали отступать, но в этот момент русские драгуны вместо развития успеха принялись грабить обоз противника. 2-я линия левого фланга Левенгаупта смогла собраться и перешла в наступление, разбив по частям русскую конницу, отбросив её через ручей и погнав её на подошедшую к полю боя пехоту.
На правом шведском фланге шведская пехота стойко выдерживала атаки русской кавалерии, в то время как шведская кавалерия развивала свой успех, настойчиво преследуя русскую. Русские войска не сумели воспользоваться разрывом, образовавшимся в центре шведского войска из-за стремительного продвижения правого фланга, но эту опасность заметил Левенгаупт, приостановив преследование русских войск, чему также способствовала наступающая темнота, поскольку бой длился уже более 4-х часов. В 22:00 шведы прекратили атаку.
Ночью Шереметев отступил в Мезоттен, а затем к Биржам. Левенгаупт, остававшийся на поле боя и весьма ослабленный им, врага не преследовал.

## Потери
Потери шведов, по их данным, составили до 1900 убитыми и ранеными. Погибли полковники Горн, Веннерштедт и Каульбарс, полковник Ског тяжело ранен. В наиболее пострадавшем Уппландском драгунском полку из почти шестисот человек в строю осталось около сотни, из 21 офицера — только один майор.
Потери русских достигали 2250 человек, включая погибших, раненых, пленных и дезертиров. Наибольшие потери понесла пехота, с боя не явилось 1038 человек, в том числе 26 офицеров. Драгунские полки потеряли убитыми и пропавшими без вести 15 офицеров (в том числе полковники С. Кропотов, И. Игнатьев, Г. Сухотин) и 360 урядников и рядовых, ранены были 40 офицеров (в том числе полковник В. Григоров) и 779 урядников и драгун.
Русские оставили на поле боя 7 гаубиц и 6 пушек; шведам также достались 8 пехотных знамён и 1 штандарт из драгунского полка Мещерского.

## Итоги
Пётр I был весьма недоволен случившимся поражением, о котором узнал 22 июля (2 августа) в Вильне. Оставив в ней часть войск под командованием Г. Б. Огильви, он поспешил в Биржи на соединение с Б. П. Шереметевым.
Это поражение мало повлияло на последующее завоевание русскими Курляндии.